# 大宅諸姉
大宅 諸姉（おおやけ の もろね、生年不明 - 天平17年7月23日（745年8月24日））は、奈良時代前・中期の女官。官位は従四位上・典侍。

## 生涯
元正朝の養老7年（723年）正月、夫人藤原宮子ほか女王・女官の叙位の際に薩妙観とともに従五位上。
聖武朝の天平8年（736年）の内侍司牒に、「従五位上典侍大宅朝臣諸姉」と署名している。
同9年（737年）2月には、改姓した河上妙観とともに 正五位下。同11年（739年）正月には春日女王・小長谷女王・坂合部女王・茨田女王・陽侯女王・藤原吉日らとともに従四位下に昇叙している。
その後、同15年（743年）4月、良弁の宣により金光明寺に大灌頂経1帙を貸与したとあり、この時は「大宅命婦」と記されている。当時、大宅命婦所は久邇宮にあったと推察され、これらの経典を4ヶ月近く命婦所に収めたのは書写のためであったろうと思われる。同16年（745年）12月、左京の人漆部連豊島を、翌17年（745年）4月、備前国の人宗我部人足を、各優婆塞として貢進している。当時は久邇宮、紫香楽宮の寺院化が急速に進み、国分寺・国分尼寺建立で宮廷も官庁も湧き上がっていた。
天平17年（745年）7月、従四位上で卒去。

## 官歴
注記のないものは『続日本紀』による。
- 養老7年（723年）1月10：従五位上
- 天平8年（736年）見典侍（「内侍司牒」『大日本古文書』より）
- 天平9年（737年2月14日：正五位下
- 天平15年（743年）4月：見命婦（『大日本古文書』より）
- 天平11年（739年）正月20日：従四位下
- 時期不詳：従四位上
- 天平17年（745年）7月23日：卒去